# MapFan Web
MapFan Web（マップファン ウェブ）とは、ジオテクノロジーズが提供する地図検索サイト。日本測地系を採用している。
観光地検索や天気予報を調べることができ、無料のユーザー登録をすれば、ルート検索などのサービスが利用できるようになっている。
また有料の地図ソフト「MapFan.net」を販売している。

## 沿革
- 1997年7月 - サービス開設。
- 2000年4月 - iモード版の「iMapFan」を開設。
- 2001年1月 - 「MapFan.net」サービス開始。
- 2023年2月 - 新機能 未来の街の地図情報が投稿可能に。新機能公開とAmazonギフトカードプレゼントキャンペーンのお知らせ（2023年2月16日）